# Сюзанна Тамім
Сюзанна Тамім (араб. سوزان تميم, 23 вересня 1977 — 28 липня 2008) — ліванська поп-співачка.

## Біографічні відомості
У 1996 р. виграла популярний в арабському світі телешоу Studio el Fan, проводиться раз у чотири роки. Записала останній альбом у 2002 р., в 2006 р. випустила сингл «Бейрут» пам'яті вбитого ліванського політика Рафіка Харірі.
Ставши популярною в середині 2000-х років (найбільш відома пісня Sakina Qalbi — «В моєму серці»), кинула першого чоловіка і пішла до іншого (продюсера), від якого в 2007 р. втекла з Лівану в Єгипет, влаштувавши вдома стрілянину з пістолета, після чого перестала з'являтися на публіці. Там, за відомостями преси, вийшла заміж за ще одну людину (кікбоксера, з яким познайомилася в Лондоні), при цьому маючи зв'язок з дуже впливовим єгипетським бізнесменом і сенатором Хішамом Талаатом Мустафою, другом сина президента Мубарака, співвласником багатьох готелів всесвітньо відомого курорту Шарм-еш-Шейх.

## Смерть
У липні 2008 року виявлена в ОАЕ в Дубаї з перерізаним горлом в апартаментах в розкішному районі Дубаї-Маріна.
У вересні 2008 року за звинуваченням у замовленні вбивства співачки заарештований Хішам Талаат Мустафа. Слідство встановило, що він замовив вбивство своєму охоронцеві, колишнього офіцера спецслужб, Мохсіну ас-Суккарі.
У червні 2009 року Верховний суд Єгипту визнав мільярдера винним і призначив йому смертну кару через повішення (у що багато хто до цього не вірили, вважаючи, що його врятує високий статус). 10 липня була подана апеляція: родичі Мустафи запропонували родичам Сюзанни Тамім більше 1 мільярда 100 мільйонів доларів відкупних. Після отримання цієї суми родичі мають право пробачити вбивцю.
У вересні 2009 року Верховний суд Каїра замінив смертний вирок Мустафи тюремним ув'язненням на 15 років. Безпосередній виконавець вбивства, Мохсін ас-Суккарі, засуджений до довічного терміну.